# FC Chambly
Football Club Chambly Oise là một câu lạc bộ bóng đá Pháp có trụ sở tại Chambly trong khu vực Picardy  . 

## Lịch sử
Câu lạc bộ được thành lập vào năm 1989 và chơi ở Championnat National, bộ phận thứ ba của bóng đá Pháp, sau khi thăng hạng từ CFA vào năm 2014. Trước đây, họ đã thăng hạng từ Division d'Honneur trong mùa giải 2009-10. Biểu tượng và trang phục của câu lạc bộ chịu ảnh hưởng nặng nề từ câu lạc bộ Ý Internazionale . 
Vào ngày 1 tháng 2 năm 2017, FC Chambly đã đạt được một cột mốc câu lạc bộ bằng cách hòa với đội bóng hàng đầu của Pháp AS Monaco 3-3 trong thời gian quy định trong một trận đấu Coupe de la ligue, trước khi cuối cùng thua 4-5. Vào ngày 1 tháng 3 năm 2018, Chambly đã đánh bại Strasbourg 1-0 để lọt vào bán kết Coupe de France lần đầu tiên nhưng câu lạc bộ phải chịu một bi kịch cá nhân khi người sáng lập Chambly Walter Luzi chết trong bệnh viện cùng ngày. 
Vào ngày 19 tháng 4 năm 2019, lần đầu tiên câu lạc bộ đã thăng hạng lên Ligue 2 trong lịch sử.  Vì sự thăng hạng này và Stade de Marais không được đăng ký cho bóng đá Ligue 2, câu lạc bộ sẽ chơi các trận đấu trong mùa giải 2019-2020 tại hai địa điểm, 15 tại Stade Pierre Brisson và 4 tại Stade Sébastien Charléty .